# 賓紀文
賓紀文（Clément Sami Nicolas Benhaddouche，1996年5月11日—），生於法國里爾，香港足球運動員，司職右後衛，現時效力中國足球甲組聯賽球隊深圳青年人。

## 早年生活
賓紀文於1996年在法國出生，出生不久後由父母帶來香港定居。他的父親來自阿爾及利亞，之後移民法國。
他於少年時代與安永佳和鄭展龍等同為傑志青年軍，默契良好，成為日後合作的強心針。由於賓紀文長年於香港生活，他會講一定程度的廣東話。

## 大學生涯
賓紀文在約12歲加入傑志青年軍，16歲前往美國佛羅里達入讀寄宿學校，之後升讀處於NCAA D1的麻省大學，並效力該校校隊。

## 球會生涯
2019年1月16日，賓紀文加盟傑志。由於他在2017年6月30日之前曾註冊為本地球員，因此可以本地球員身份註冊。
2019年2月23日，傑志對香港飛馬的比賽中，賓紀文首度正選上陣，並取得個人職業生涯首個入球。
2025年2月27日，賓紀文自由身加盟東方。

## 榮譽
傑志
- 香港菁英盃冠軍（2019–20季度）
- 香港超級聯賽冠軍（2019–20,2020–21,2022-23季度）
- 香港高級組銀牌冠軍（2022–23季度）

## 外部連結
- HKFA （页面存档备份，存于）